# Dubai Duty Free Tennis Championships 2025
Die Dubai Duty Free Tennis Championships 2025 waren ein Tennisturnier der WTA Tour 2025 für Damen und ein Tennisturnier der ATP Tour 2025 für Herren in Dubai. Das Damenturnier der WTA fand vom 16. bis 22. Februar, das Herrenturnier der ATP vom 24. Februar bis 1. März 2025 statt.

## Herrenturnier
→ Qualifikation: Dubai Duty Free Tennis Championships 2025/Herren/Qualifikation

## Damenturnier
→ Qualifikation: Dubai Duty Free Tennis Championships 2025/Damen/Qualifikation